# Бёрнихен (Рудные горы)
Бёрнихен (нем. Börnichen/Erzgeb.) — община в Германии, в земле Саксония. Подчиняется административному округу Хемниц. Входит в состав района Рудные Горы. Подчиняется управлению Вильденштайн.  Население составляет 1031 человек (на 31 декабря 2010 года). Занимает площадь 15,48 км².